# Still Standing
Still Standing è una serie televisiva statunitense andata in onda negli USA sul network CBS dal 2002 al 2006 ed è composta in totale da 4 stagioni e 88 episodi.
In Italia la serie è andata in onda, in anteprima esclusiva, sul canale digitale terrestre gratuito Iris dal 3 dicembre 2007 ed in seguito, su Italia 1.

## Trama
La serie tv narra le vicende di Judy Miller, impiegata in uno studio dentistico di Chicago, del marito Bill, commesso in un grande magazzino, e dei loro tre figli: Brian, genio di 16 anni e classico "secchione", Lauren, 13 anni, che aspira alla popolarità scolastica e decisamente svampita, ed infine la piccola Tina, che pensa solo al cibo e al gioco. Judy e Bill sono due tipi decisamente fuori dal comune, in passato ribelli appassionati di musica rock, ora cercano di crescere i loro figli standovi a contatto il meno possibile e cercando di vivere la propria vita quasi avessero ancora 20 anni, insomma, in maniera del tutto irresponsabile; il quadro familiare è completo con le frequenti incursioni di Linda, la sorella di Judy, che, nubile e sempre in cerca di un fidanzato, non perde occasione di dire la sua sui metodi educativi dei Miller cavandoli tuttavia molto spesso dai guai con il suo aiuto.

## Episodi
| Stagione         | Episodi | Prima TV originale | Prima TV Italia |
| ---------------- | ------- | ------------------ | --------------- |
| Prima stagione   | 22      | 2002-2003          | 2007-2008       |
| Seconda stagione | 23      | 2003-2004          | 2008            |
| Terza stagione   | 23      | 2004-2005          | 2008            |
| Quarta stagione  | 20      | 2005-2006          | 2008            |

## Personaggi e interpreti

### Personaggi principali
- Bill Miller (stagioni 1-4), interpretato da Mark Addy e doppiato da Pasquale Anselmo.
- Judy Michaels (stagioni 1-4), interpretata da Jami Gertz e doppiata da Roberta Greganti.
- Linda Michaels (stagioni 1-4), interpretata da Jennifer Irwin e doppiata da Monica Ward.
- Brian Miller (stagioni 1-4), interpretato da Taylor Ball e doppiata da Davide Perino.
- Lauren Miller (stagioni 1-4), interpretata da Renee Olstead e doppiata da Letizia Ciampa.
- Tina Miller (stagioni 1-4), interpretata da Soleil Borda e doppiata da Angelica Bolognesi.
- Danny "Fitz" Fitzsimmons (stagioni 3-4, ricorrente stagione 2), interpretato da Joel Murray e doppiato da Saverio Indrio.

### Personaggi ricorrenti
- Carl (stagione 1), interpretato da David Koechner e doppiato da Franco Mannella.
- Gene Michaels (stagioni 1-2), interpretato da Steven Gilborn. Padre di Judy.
- Bonnie (stagioni 1-2), interpretata da Ashley Tisdale. Ragazza di Brian.
- Louise Miller (stagioni 1-4), interpretata da Sally Struthers. La madre manipolatrice di Bill che si trasferisce a Chicago dopo il divorzio dal padre di Bill.
- Helen Michaels, interpretata da Janet Carroll (stagioni 1-2) e da Swoosie Kurtz (stagioni 3-4). Madre di Judy.
- Al Miller (stagioni 2-4), interpretato da Paul Sorvino. Padre di Bill.
- Johnny (stagioni 2-4), interpretato da Clyde Kusatsu. Nuova fiamma di Lousie ed eventuale marito.
- Becca (stagioni 2-4), interpretata da Lauren Schaffel. È la migliore amica di Lauren. È inoltre veramente spaventata da Judy.
- Ted Halverson (stagioni 2-4), interpretato da Kevin Nealon. Il vicino religioso dei Miller. Può essere competitivo.
- Matt Halverson (stagioni 2-3), interpretato da Shawn Pyfrom. Figlio di Ted e uno dei ragazzi di Lauren.
- Perry (stagioni 3-4), interpretato da James Patrick Stuart. Marito di Linda, un musicista leggermente strano, che inizialmente non piace alla famiglia Miller.
- Marion Fitzsimmons (stagioni 3-4), interpretata da Kerri Kenney-Silver. Moglie di Danny.
- Shelly (stagioni 3-4), interpretata da Julia Campbell. Vicina lesbica dei Miller. Ha una relazione con Terry.
- Terry (stagioni 3-4), interpretata da Justine Bateman: Vicina lesbica dei Miller. Ha una relazione con Shelly.
- Chris (stagione 3), interpretato da Sean Marquette. Uno dei ragazzi di Lauren; è figlio di Shelly e Terry.

### Guest star
- Tiffany (stagione 1), interpretata da Vanessa Hudgens. Un'amica di Brian.

## Curiosità
- Ogni titolo originale degli episodi inizia con la parola "Still" (tranne che per il primo episodio, intitolato semplicemente Pilot).